# Akte mit Gesetzeskraft
Als Akte mit Gesetzeskraft (ital. atti a/avente/con forza di legge) werden in der italienischen Gesetzgebung die Rechtssetzungsakte der Regierung zusammengefasst. Die Bezeichnung rührt daher, dass sie keine Gesetze im formellen Sinne sind (also Gesetze der Kammern bzw. der Regionalräte bzw. der Landtage der Autonomen Provinzen), aber auf derselben Ebene wie diese rangieren und ihnen somit gleichgestellt sind; sie binden somit Bürger, Gerichte und Verwaltung.

## Überblick
Das albertinische Statut von 1848, welches von 1861 bis 1948 den wesentlichen Teil der materiellen Verfassung Italiens bildete, sah keine Möglichkeiten der Regierung vor, in den Bereich der Legislative einzugreifen. Da es sich jedoch nicht um eine formelle Verfassung handelte, also um Rechtsnormen, welche allen anderen übergeordnet sind, konnte der Regierung mit Ermächtigungsgesetzen legislative Befugnis übertragen werden. Auch dies bot nach der Einsetzung Mussolinis als Ministerpräsident sowie der darauffolgenden Machtübernahme dem faschistischen Regime einige Möglichkeiten zur grundlegenden Veränderung des italienischen Staatswesens.
Die Verfassung von 1948, welche nun auch eine formelle Verfassung ist, d. h. eine übergeordnete (in Italien superprimäre) Norm bildet, sieht ein striktes System der Gewaltenteilung zwischen Legislative (die beiden Kammern), Exekutive (die Regierung) sowie Judikative (Selbstverwaltung der Richter) vor. Allerdings bietet sie auch Möglichkeiten, dieses Prinzip zu durchbrechen, indem der Regierung prinzipiell zwei Wege offenstehen, gesetzgeberisch tätig zu werden, nämlich das Gesetzvertretende Dekret und das Gesetzesdekret. Dies ist z. B. in der Bundesrepublik Deutschland, welche einer weit strikteren Gewaltenteilung verpflichtet ist, ohne Beispiel. In der Rechtsordnung Spaniens finden sich allerdings vergleichbare Rechtsinstitute.

## Gesetzesvertretendes Dekret (decreto legislativo)
Artikel 76 der Verfassung verbietet grundsätzlich die Übertragung der gesetzgeberischen Tätigkeit an die Regierung, öffnet allerdings Ausnahmefälle, in denen dies passieren kann. Notwendig ist die Festlegung der Grundsätze, von Richtlinien, einer Frist und des Gegenstandes bzw. der Regelungsmaterie, in welcher die Regierung gesetzgeberisch tätig werden kann. Dieses sog. Delegierungsgesetz (legge delega bzw. „Ermächtigungsgesetz“) wird im normalen Gesetzgebungsverfahren erlassen und ermächtigt den Ministerrat, den Text eines sogenannten „gesetzesvertretenden Dekrets“ (decreto legislativo, ungefähre wörtliche Übersetzung „gesetzgeberisches Dekret“, in Südtirol auch teilweise „Legislativdekret“) zu beschließen, welches anschließend vom Präsidenten der Republik mittels Dekret erlassen wird (von daher der Name). Bis 1988 wurde dieses Dekret unter der Bezeichnung „Dekret des Präsidenten der Republik“ (decreto del Presidente della Repubblica, D.P.R.) erlassen. Um den Charakter dieses Gesetzesaktes unverwechselbarer zu gestalten (der Präsident setzt verschiedene Akte mittels Dekret in Kraft), wurde die Bezeichnung geändert.
Grund für dieses Abweichen von der Gewaltentrennung ist der Komplexitäts- und Schwierigkeitsgrad bestimmter Regelungsmaterien. Da die Mitglieder der Kammern nicht aufgrund ihrer technischen Kenntnisse, sondern aufgrund des Vertrauens der Wähler gewählt werden, findet sich die notwendige Sachkenntnis auf dem Gebiet z. B. des Straf-, Verwaltungs oder EU-Recht zumeist in den jeweiligen Fachministerien der Regierung. Somit wird diesen die Regelung des Sachbereiches unter Wahrung der Schranken, welche im Ermächtigungsgesetz vorgegeben werden, gestattet.
Trotz der Abgabe von Befugnis bleibt das letztendlich verabschiedete Dekret unter voller Kontrolle des Parlamentes. Dieses kann die Ermächtigung explizit oder implizit (es regelt die anvertraute Materie mittels Gesetz selbst) zurücknehmen. Außerdem befindet der Verfassungsgerichtshof alle so erzeugten Bestimmungen für verfassungswidrig, wenn sie die im Ermächtigungsgesetz definierten Schranken verletzen (z. B. Überschreitung der gesetzten Frist). Wird die Ermächtigung für mehr als zwei Jahre erteilt, hat der Ministerrat vor Beschlussfassung den Text den zuständigen Ausschüssen der Kammern zu übermitteln.
Die Form des gesetzesvertretenden Dekretes wird auch genutzt, um sog. „atypische Rechtsquellen“ hervorzubringen, wie folgt.

### Der Einheitstext bzw. vereinheitlichter Text (testo unico)
Einheitstexte (ital. testo unico) fassen eine Vielzahl von bisher in getrennten Gesetzen geregelten Bestimmungen zusammen. Dies soll der Vereinheitlichung von komplexen Materien dienen, indem verstreute und im Laufe der Zeit unübersichtlich gewordene Sachgebiete zusammengefasst werden. Auch die Ermächtigung zur Erstellung eines Einheitstextes muss vom Parlament erteilt werden; in vielen Fällen handelt es sich nicht lediglich um eine Sammlung der Gesetze, welche eine bestimmte Regelungsmaterie behandeln (Kompilation). Mittels koordinierenden Einheitstexten kann der Ministerrat im Rahmen der Ermächtigung das Sachgebiet harmonisieren; im Sinne einer in sich stimmigen Regelung kann er Bestimmungen abändern, ergänzen oder streichen, womit tatsächlich neue Gesetzesbestimmungen erstellt werden, was klarerweise der Kontrolle der Kammern unterliegen muss. In etwa kann dies mit der Wiederverlautbarung in Österreich verglichen werden, wobei diese sehr viel strikter geschehen muss und auch nur einzelne Gesetze betrifft.

### Durchführungsbestimmungen (norme di attuazione)
Die Durchführungsbestimmungen sind ein Sonderfall in der italienischen Rechtsordnung. Ihnen ist die Regelung eines bestimmten Kompetenzfeldes übertragen, nämlich die Umsetzung der Sonderstatute der Regionen bzw. Provinzen mit Sonderstatut. Dieses Sachgebiet kann nur durch Durchführungsbestimmungen geregelt werden. In diesem Sinne werden sie vom Verfassungsgerichtshof im Rahmen der Normenkontrolle als sogenannte „zwischengeschaltete Norm“ (norma interposta) verwendet; dies bedeutet, dass die Verfassungsmäßigkeit anderer Rechtsquellen derselben Ebene anhand der Durchführungsbestimmung beurteilt wird. Gegenüber anderen Rechtsquellen auf derselben Ebene wird sie somit immunisiert werden und teilweise auch als „Bestimmungen mit verstärkter Gesetzeskraft“ bezeichnet. Allerdings ist diese Bezeichnung irreführend, als dass sie keine andere Rangebene aufweisen, sondern ihnen lediglich ein bestimmtes Kompetenzfeld, dieses allerdings exklusiv, übertragen ist.
Nötig wurde das Rechtsinstitut, um der Regierung sowie den Vertretern der Regionen bzw. Provinzen mit Sonderstatut die frei, zügige und von (wechselnden, vielleicht auch autonomiefeindlichen) Mehrheiten in den Kammern unabhängige Umsetzung der Sonderstatute zu ermöglichen. Hierfür wurde die Form des gesetzesvertretenden Dekrets, welches ja vom Ministerrat erstellt und beschlossen wird, „zweckentfremdet“. Da die Sonderstatute Gesetze im Verfassungsrang sind, können sie von Artikel 76, welcher regelt, in dem Maße abweichen, als dass der Regierung eine Dauerermächtigung zum Beschluss von Durchführungsbestimmungen erteilt wird. Allerdings ist die Regierung hier an bestimmte Voraussetzungen gebunden, welche ebenfalls in den jeweiligen Sonderstatuten definiert werden.
Am Beispiel der Region Trentino-Südtirol ist, gemäß Art. 107 des Sonderstatutes, für den Erlass einer solchen Bestimmung das vorherige Einholen einer Stellungnahme einer paritätisch besetzten Kommission nötig. Diese sogenannte „12er-Kommission“ besteht aus sechs Vertretern des Staates, zwei Vertretern des Regionalrates der Region sowie jeweils zwei Vertretern der Provinzen Trient und Bozen, welche die Region bilden. Drei der zwölf Mitglieder müssen der deutschen Sprachgruppe angehören. Für Durchführungsbestimmungen, welche nur die Provinz Bozen betreffen, wird innerhalb dieser Kommission eine 6er-Kommission gebildet, welche zur Hälfte deutschsprachig sein muss.
Ursprünglich war angedacht, diese Ermächtigung, wie bei den anderen gesetzesvertretenden Dekreten, nur auf zwei Jahre zu erteilen (Art. 108 Sonderstatut). Bei Überschreitung hätte die Regierung ohne Stellungnahme verabschieden können. Allerdings hätte dies bedeutet, die Sonderstatute entweder nicht, oder ohne Mitbestimmung der lokalen Gebietskörperschaften umzusetzen, was besonders im Falle der Provinz Bozen politisch heikel gewesen wäre. Vom Verfassungsgerichtshof wurde deshalb festgestellt, dass die zwei Jahre keine Fallfrist darstellen würden und die Regierung solange Durchführungsbestimmungen verabschieden kann, bis das Statut als umgesetzt gilt. Da angesichts sich ständig verändernder Rechtslage sowohl auf nationaler als auch auf EU-Ebene ständig Anpassungen der Autonomien notwendig werden, werden Durchführungsbestimmungen bis heute, also auch 44 Jahre (2017) nach Ablauf der Frist, erlassen.

## Gesetzesdekret (decreto legge)
Artikel 77, Absatz 1 der Verfassung verbietet es der Regierung, von ihrer Verordnungsgewalt Gebrauch zu machen, um Bestimmungen mit Gesetzeskraft zu erlassen. Wie auch in Artikel 76 geschieht dies nur zur grundsätzlichen Feststellung der Gesetzgebungshoheit der Kammern; es werden im Absatz 2 die Bedingungen aufgezählt, unter denen dies trotzdem passieren kann.
Von der Verfassungsgebenden Versammlung wurde als weiterer Schwachpunkt der parlamentarischen Demokratie erkannt, dass diese eventuell nicht schnell genug auf plötzliche Umstände reagieren könne, welche aber ein unmittelbares Handeln erforderlich machen. Auch in vielen Rechtsordnungen wird dieses Thema diskutiert, wobei es überall als sensibler Sachbereich gilt; besonders in der Weimarer Republik hatte die Befugnis des Reichspräsidenten, nach Artikel 48 der Reichsverfassung Notverordnungen zu erlassen, einigen Anteil am Niedergang der ersten gesamtdeutschen Demokratie.
In der italienischen Republik ist dieses Problem folgendermaßen gelöst worden, als dass der Regierung die Möglichkeit gegeben wird, in den Fällen „außerordentlicher Notwendigkeit und Dringlichkeit“ Maßnahmen mit Gesetzeskraft zu treffen und ein sogenanntes „Gesetzesdekret“ (decreto legge) zu beschließen. Auch hier bedeutet Gesetzeskraft, dass es sich auf derselben Rangordnung wie die Gesetze der Kammern befindet.
Die Rückbindung an die parlamentarische Kontrolle geschieht durch die Pflicht, das Dekret am selben Tage den Kammern zuzuleiten, die zu diesem Zwecke sogar innerhalb fünf Tagen einberufen werden müssen. Diese müssen das Gesetzesdekret in ein ordentliches Gesetz umwandeln (legge di conversione), das Dekret also bestätigen. Hierfür ist eine Frist von sechzig Tagen vorgesehen. Lehnen die Kammern eine Umwandlung ab, oder lassen sie die Frist verstreichen, gilt es als abgelehnt. Ebenfalls steht die Möglichkeit offen, es mit Änderungen, Streichungen und Ergänzungen umzuwandeln. Diese gelten jedoch erst ab dem Tage der Umwandlung (ex nunc).
Ein abgelehntes Gesetzesdekret verliert rückwirkend seine Gültigkeit (ex tunc), was bedeutet, dass es so behandelt wird, als hätte es nie existiert. Zur Regelung der eventuell entstandenen Rechtsfolgen sind die Kammern berufen, jedoch nicht verpflichtet.
Durch die oft wechselnden und labilen Mehrheiten in den Kammern war die Verfassungswirklichkeit Italiens von einer recht großzügigen Verwendung dieses Instrumentes gezeichnet. Hatten Regierungen keine ausreichenden Mehrheiten zur Verabschiedung eines ordentlichen Gesetzes, oder waren diese schwierig zu beschaffen, erließ sie Gesetzesdekrete, welche sie teilweise nach Ablauf der Frist wiederauflegte (dies auch teilweise nach Ablehnung durch die Kammern!). Dies läuft dem Sinn der Verfassungsregelungen zuwider, die Regierung eben nicht mit selbstständigen Gesetzgebungsbefugnissen auszustatten. Erst ein Gesetz (Nr. 400/1988), aber vor allem ein Urteil des Verfassungsgerichtshofes boten dieser Praxis Einhalt. In letzterem erkannte der Verfassungsgerichtshof, dass eine Wiederauflage eines nicht umgewandelten Gesetzesdekretes verfassungswidrig ist, sollten nicht substanziell neue Regelungen enthalten sein oder eine neu aufgetretene Notsituation dies rechtfertigen.